# Duken (Antarktika)
Duken (norwegisch für Tischdecke) ist eine kleine, flache und eisbedecktes Hochebene im ostantarktischen Königin-Maud-Land. Sie liegt zwischen dem Felssporn Urnosa und der Landspitze Framranten nahe dem südwestlichen Ende der Kirwanveggen.
Norwegische Kartografen, die sie auch benannten, nahmen anhand von Luftaufnahmen und Vermessungen der Norwegisch-Britisch-Schwedischen Antarktisexpedition (1949–1952) eine Kartierung vor.